# Biblioteca dell'immagine
Edizioni Biblioteca dell'Immagine è una casa editrice italiana con sede a Pordenone nata nel 1985.
Pubblica opere riguardanti tematiche storiche, sociali, ambientali e di salvaguardia del patrimonio culturale. È un medio editore secondo i criteri ISTAT, avendo pubblicato oltre 700 titoli in 36 anni.
Il catalogo è composto da opere di Mauro Corona, Marco Paolini, Ezio Vendrame, Mario Rigoni Stern, Virgilio Scapin, Andrea Zanzotto, Luigi Meneghello, Carlo Mazzacurati, Davide Toffolo, Massimiliano Santarossa, Marco Salvador, Alessandro Marzo Magno, Toni Capuozzo, Tito Maniacco, Valentino Ostermann, Caterina Percoto, Maria Facci, Giancarlo Ferron, Umberto Matino, Antonio G. Bortoluzzi, Marco Anzovino e moltissimi altri. Particolare attenzione inoltre è riservata agli scrittori esordienti.
Considerata tra le principali realtà editoriali del Nordest, è da sempre attenta nell’individuazione e pubblicazione degli autori veneti, friulani, giuliani e trentini da divulgare in Italia.
Da un decennio la casa editrice si è inoltre concentrata sulle “Storie” delle città italiane, quelle che per interesse culturale, paesaggistico, turistico e ambientale, rappresentano un baluardo delle nostre tradizioni e memorie: da Torino a Bologna, da Bergamo a Padova, da Vicenza a Cuneo, da Trieste a Zara, da Venezia a Milano, e molte altre città grandi, medie e piccole che costituiscono il mosaico della storia d’Italia.
Inoltre, la saggistica contemporanea, la grande storia, la letteratura sociale, i volumi di viaggio e per immagini, ne completano il catalogo.
Dal 1 settembre 2022, Edizioni Biblioteca dell’Immagine ha intrapreso un ulteriore passaggio di sviluppo, modificando la propria struttura societaria ed editoriale.